# Kesu (Vigala)
Kesu – wieś w Estonii, w prowincji Rapla, w gminie Vigala.